# 亨韦勒
亨韦勒是德国莱茵兰-普法尔茨州的一个市镇。总面积14.11平方公里，总人口1272人，其中男性640人，女性632人（2011年12月31日），人口密度90人/平方公里。